# Dendroma
Dendroma är ett fågelsläkte i familjen ugnfåglar inom ordningen tättingar. Släktet omfattar två arter:
- Gråryggig lövletare (D. erythroptera)
- Gulpannad lövletare (D. rufa)

Tidigare placerades de i släktet Philydor. Genetiska studier har dock visat att arterna i släktet inte står varandra närmast. 